# Love Looks Better
"Love Looks Better" é uma canção da cantora, compositora e produtora americana  Alicia Keys, lançada em 10 de setembro de 2020 como sétimo single de seu sétimo álbum de estúdio, Alicia.

## Antecedentes e Desenvolvimento
Em entrevista ao portal Revolt, a engenheira de gravação e mixagem de longa data de Alicia, Ann Mincieli revelou que "Love Looks Better" foi a música de Alicia que demorou mais tempo a ser concluída e que ela foi escrita para seu sexto álbum, Here (2016), mas não se encaixou no projeto. "Muitos produtores tentaram trabalhar nisso, mas no final, tudo voltou para Alicia descascar as camadas de volta. Tínhamos Jukebox, Ryan Tedder, Alicia, Swizz e outros produtores que tentaram fazer isso e não funcionou. Foi Alicia, no final, puxando algumas peças de Ryan e adicionando algumas coisas por conta própria para você ouvir suas letras, vocais e emoções sem todos os arranhões, rabiscos, gaguejos e produção que estavam tomando conta da música. Começou como um grande sucesso incrível , mas não se encaixou em seu último álbum, Here".

## Composição
Love Looks Better foi escrita por Keys, Ryan Tedder, Larrance Dopson, Noel Zancanella, Christopher "Brody" Brown, produzida por Keys, Tedder, Zancanella e co-produzida por Dopson.

“Essa música tem uma energia tão grande! Ela realmente fala sobre o quão ocupados nos tornamos, o quão rápido nos acostumamos a nos mover, e agora percebemos que meu amor fica melhor em você. É hora de realmente estar presentes um para o outro. Parece algo que todos podemos entender agora. É a energia perfeita rumo ao lançamento do meu novo álbum 'Alicia'. É uma melodia sorrateira. Vai ficar presa na sua cabeça e você não vai conseguir parar de cantar.”

Alicia falando sobre a música em um comunicado a imprensa

## Videoclipe
No videoclipe Alicia aparece tocando piano e é inspirada por uma pequena garota a vivenciar as coisas simples da vida e estimula as pessoas ao seu redor a seguirem agindo com o coração e bondade.
Em seu canal oficial do Youtube/Vevo ela explicou sobre o vídeo:
"Esse vídeo é sobre correr do que você está acostumado a fazer, na rotina, e ir então em direção ao que te motiva de verdade”, Keys detalhou que a garotinha que aparece no início do vídeo, representa a cantora durante a infância, um período da vida dela de pureza e onde o interesse pela música começava a existir, representando o início de tudo. 
“São várias metáforas pelo caminho, quando passo por todas aquelas pessoas, estou retornando para um caminho de mais simplicidade. Me lembro de um momento onde estive desconectada, como se nada tivesse significado, sempre olhando pela janela para um lugar que eu nem sabia onde era, de carro em carro. Este vídeo é um lembrete para nos questionarmos sobre o que nos completa, onde depositamos nosso tempo e de que forma todo o amor que você tem pode ser vivido ou investido de uma maneira melhor”, explica a cantora.
O video também faz alusão direta ao movimento negro e aos protestos antirracistas que ganharam o mundo este ano após o assassinato covarde de George Floyd.
Sua estréia ocorreu em seu canal oficial do Youtube/Vevo em 23 de setembro de 2020 e foi dirigido por Gina Prince-Bythewood, escolhida especialmente por Alicia, por ser uma mulher negra e por já ter dirigido projetos com narrativas tanto inspiradoras quanto transformadoras.

## Performances ao Vivo
A primeira performance de Love Looks Better ocorreu simultaneamente no dia do seu lançamento, em 10 de Setembro de 2020, em um show virtual para o ínício da nova temporada de jogos da NFL, a NFL Kickoff. Durante a peformance, mensagens de apoio a comunidade negra passavam pela tela gigante atrás dela e no final de sua performance, o aviso "Vote" aparecia na tela por ocasião da próxima eleição presidencial dos Estados Unidos.
Na ocasião também participa da cerimônia de abertura com uma performance do hino "“Lift Every Voice and Sing“ e anuncia um fundo de doação em parceria com a NFL de 1 bilhão de dólares para apoiar empresas e comunidades de propriedade de negros. "Como artista, estou sempre pensando em como posso usar minha plataforma para promover o patrimônio racial. Este fundo é uma das respostas e nosso objetivo é capacitar a América Negra investindo em negócios negros, investidores negros, instituições, empresários, escolas e bancos de forma a criar soluções sustentáveis", declarou em comunicado a imprensa.
Love Looks Bettter também foi performada juntamente com um Mashup de Empire State of Mind e Good Job no programa Good Morning America em 17 de Setembro e também no programa “The Late Show With James Corden” em 22 de Setembro, com uma apresentação drive-in juntamente com So Done com a presença de Khalid e Gramercy Park com a presença de Bebe Rexha.
Em 18 de Setembro foi uma das atrações do festival iHeartRadio Music Festival onde fez nova performance de "Love Looks Better" e também "So Done".
Em 14 de Outubro fez uma nova performance de Love Looks Better no Billboard Music Awards e em 8 de Novembro também foi uma das atrações do EMA 2020 onde fez uma nova performance de Love Looks Better, dessa vez ao piano e usando máscara.

## Uso na Mídia
Love Looks Better foi usada no novo comercial da NFL que também teve sua estréia em 10 de Setembro de 2020.

## Faixas e formatos
| Download Digital |                     |         |  |
| N.º              | Título              | Duração |  |
| 1.               | "Love Looks Better" | 3:23    |  |

## Desempenho nas tabelas musicais

### Posições
| Tabela musical (2020)                                | Melhor posição |
| ---------------------------------------------------- | -------------- |
| Estados Unidos (Adult Top 40) (Billboard)            | 30             |
| Estados Unidos (R&B Digital Songs Sales) (Billboard) | 9              |
| Japão (Sapporo Hot 100)                              | 1              |

## Histórico de lançamento
| País           | Data                   | Formato          | Gravadora       |
| -------------- | ---------------------- | ---------------- | --------------- |
| Mundo          | 10 de Setembro de 2020 | Download digital | Sony Music, RCA |
| Mundo          | 10 de Setembro de 2020 | Streaming        | Sony Music, RCA |
| Estados Unidos | 21 de Setembro de 2020 | Radio Hot AC     | Sony Music, RCA |